# Баррето, Пауло Витор
Пауло Витор Баррето де Соуза (порт. Paulo Vitor Barreto de Souza; 12 июля 1985, Рио-де-Жанейро) — бразильский футболист, нападающий.

## Карьера
Баррето начал карьеру в клубе серии В «Тревизо» в сезоне 2003/04. Во втором своём сезоне в команде Баррето смог завоевать место в основе клуба и забив 11 голов в 25 играх, вместе с командой вышел в серию А. После этого успеха, Баррето был куплен «Удинезе», за который в первый сезон провёл только 1 гол в 27 играх, но при этом он сделал «дубль» в матчах Кубка УЕФА с французским «Лансом». Летом 2007 года Баррето вернулся в «Тревизо» на правах аренды, с возможностью выкупа футболиста по согласию сторон по окончании сезона. За «Тревизо» Баррето провёл 32 матча из забил 14 голов, но выкупить контракт игрока клуб не смог.
14 июля 2008 года Баррето был арендован клубом «Бари». За сезон в команде он забил 23 гола в 32 матчах серии В. 3 июля 2009 года «Бари» и «Удинезе» договорились о продлении срока аренды с возможностью выкупа контракта футболиста. В конце февраля 2011 года появилась информация, что российский клуб «Анжи» из Махачкалы интересуется Баррето.